# Saint-Malo (Manitoba)
Pour les articles homonymes, voir Saint-Malo (homonymie).
Saint-Malo est un village situé dans la municipalité rurale De Salaberry de la province du Manitoba au Canada.
La population est majoritairement franco-manitobaine.
L'école de Saint-Malo offre un programme d'enseignement bilingue français-anglais. Pour les élèves plus âgés, l'enseignement se poursuit au collège de l’Institut collégial de Saint-Pierre à Saint-Pierre-Jolys.
La patinoire de l'aréna accueille des compétitions de hockey-sur-glace.
Saint-Malo demeure un lieu de villégiature et de tourisme. Un vaste camping permet aux visiteurs et aux touristes de visiter la contrée, notamment le parc provincial de Saint-Malo ainsi que la reproduction de la grotte de Notre-Dame-de-Lourdes qui reçoit de nombreux pèlerins.

## Historique
Chronologie de l'établissement de Saint-Malo:
- 1877 - Né à Varennes au Québec ancien, Louis Malo est le premier pionnier à s'établir à Saint-Malo[3],[4],[5],[6],[7]
- 1884 - Arpentage de l'« Aménagement de Saint-Malo » (St. Malo Settlement) en lots le long de la rivière aux Rats (affluent de la rivière Rouge) entre la limite sud du village de Saint-Malo et le lieu-dit La Rochelle (en)[3],[8].
- 1892 - Ouverture des registres de la paroisse Saint-Malo de l'archidiocèse manitobain de Saint-Boniface[9],[10] Ouverture du Bureau de poste de Saint-Malo[11].